# Slrn

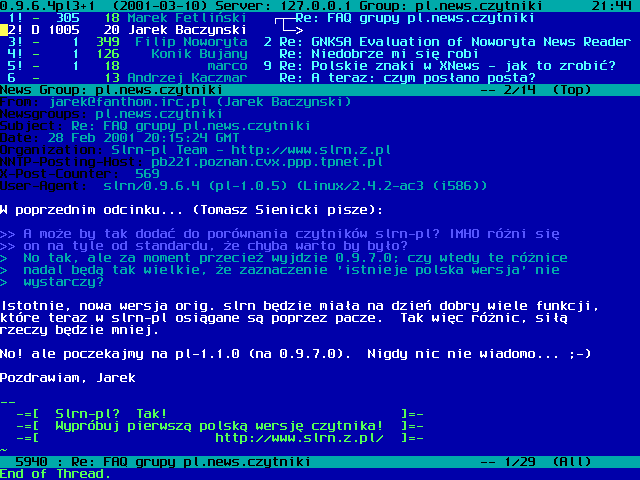
slrn (2001)

slrn – newsreader lub czytnik news, czyli program komputerowy służący do czytania i pisania wiadomości w Usenecie.
slrn jest programem o otwartych źródłach. Powstał dla systemów uniksowych, w szczególności Linuksa, dostępny jest również na inne platformy, w tym na Microsoft Windows.
Program działa w oknie konsoli (w trybie tekstowym). Dzięki zastosowaniu języka skryptowego S-Lang można w wysokim stopniu dostosować slrn do wymagań użytkownika oraz zaprogramować go do wykonywania nawet bardzo nietypowych jak na czytnik zadań.
Nazwa programu slrn pochodzi od biblioteki S-Lang (sl-) oraz newsreadera rn, na którym oparte były wczesne wersje tego czytnika. slrn został napisany przez Johna E. Davisa.

## Rozwój programu
Po dość długim czasie autor wznowił prace nad programem. Ostatnia stabilna wersja pochodzi z 23 października 2016 roku i ma numer 1.0.3. Ostatnia wersja rozwojowa pre1.0.4-2 pochodzi z 1 kwietnia 2017 roku.